# Santíssimo Sacramento (galeão)
O Santíssimo Sacramento (também conhecido apenas por Sacramento) foi um galeão português do século XVII. Naufragou trágicamente a 5 de maio de 1668 nos baixios do rio Vermelho, em Salvador, na capitania da Bahia, no Estado do Brasil.
Construído na cidade do Porto por Francisco Bento, em 1650 havia sido a capitânia da Armada que tinha defendido a costa portuguesa dos piratas da Barbária, quando esteve artilhado com 60 canhões e guarnecido por 824 marinheiros e soldados. Logo na viagem inaugural, desbaratou três navios corsários de Dunquerque, que o tentaram atacar.

## O naufrágio
A embarcação zarpou do porto de Lisboa em fevereiro de 1668, sob o comando do general Francisco Correia da Silva, na qualidade de capitânea da escolta de uma frota de 50 embarcações armadas pela Companhia Geral do Comércio do Brasil.
Embora haja divergências entre os autores acerca do número de tripulantes, os números variam de 400 a 600, repartidos entre marinheiros e soldados (a maioria) e passageiros, predominando comerciantes e religiosos.
A 5 de maio, após uma viagem sem incidentes, o Sacramento chegou à vista do porto de Salvador, na Bahia, com mau tempo. Ventos Sul, de grande intensidade, impediam a entrada da frota na barra, levando a embarcação a colidir contra o banco de Santo Antônio, submerso a cerca de cinco metros da superfície, por volta das 19h.
Apesar dos insistentes pedidos de socorro, fazendo disparar todas as suas peças de artilharia, o galeão permaneceu por algumas horas à deriva, vindo a naufragar por vota das 23h.
Assim que foi informado do acidente, o governador da Capitania da Bahia, Alexandre de Sousa Freire, remeteu todos os recursos e pessoas disponíveis na Ribeira, mas diante do mau tempo e da distância, os socorros só chegaram ao local do naufrágio na alvorada do dia seguinte:
"Acharam feita em pedaços a nau, e grande número de corpos, uns ainda vivos, vagando pelos mares, outros jazendo já mortos nas areias (...), e só salvaram as vidas algumas pessoas, às quais se pôs em salvo a sua fortuna e a diligência dos pescadores daquelas praias (...), e algumas poucas que sobre as tábuas piedosamente despedaçadas no seu remédio se puseram em terra." (ROCHA PITA, Sebastião da. História da América Portuguesa, 1730.)
Das centenas de tripulantes e passageiros, apenas se salvaram 70. O corpo do general Correia da Silva, juntamente com o de centenas de outros, acabou por dar à costa no dia seguinte.

## A descoberta dos destroços
Em 1973, os destroços do naufrágio do Santíssimo Sacramento foram localizados por mergulhadores amadores, pescadores que averiguavam o motivo pelo qual suas redes ficavam presas no fundo, nas geocoordenadas de 13° 02' 16 S e 30° 30' 14 O Gr, que comunicaram o achado tanto ao Ministério da Marinha quanto ao Ministério da Educação e Cultura brasileiros. O que restava do casco encontrava-se a 32 metros de profundidade.

## A pesquisa da Marinha do Brasil
Após uma sucessão de mergulhos não autorizados para a recuperação de artefatos, em setembro de 1976 a polícia do Recife apreendeu seis canhões de bronze que iriam ser transportados ilegalmente para São Paulo. O fato despertou a atenção da opinião pública e das autoridades para a importância do afundamento, fazendo com que se organizasse, pelo Ministério da Marinha, uma operação de exploração detalhada e sistemática, de arqueologia submarina.
A tarefa ficou a cargo de uma equipe de trinta mergulhadores da arma, sob a direção do arqueólogo Ulysses Pernambucano de Mello, com o apoio do NSS Gastão Moutinho, estendendo-se de 1976 a 1978.
A equipe procedeu a uma prospecção preliminar do sítio, nas geocoordenadas de 13º 12' 18S e 38º 30' 04 O Gr, identificando, a cerca de trinta e três metros de profundidade, um aglomerado de pedras de lastro com cerca de trinta metros de extensão por treze de largura, elevando-se a cerca de três metros do fundo. Este aglomerado estava cercado por trinta e seis canhões de ferro e de bronze, assim como por cinco âncoras e diversos restos de cerâmica.
Tendo se procedido à identificação do afundamento, com base nas datas das peças de artilharia mais recentes, na identificação, em diversas delas, da divisa Spero in Deo, da Companhia Geral de Comércio do Brazil, e de moedas portuguesas contra-marcadas, foram recuperados centenas de itens durante essa campanha.
Posteriormente, uma nova campanha foi desenvolvida, no local, de 1982 a 1983. Entre os itens recuperados em ambas as campanhas, destacam-se:
- 34 canhões de bronze e oito de ferro fundido, de várias procedências, com datas que variam de 1590 a 1653;
- 2 astrolábios de bronze, um deles datado de 1624;
- 5 compassos de cartear, em bronze;
- grande sortimento de cerâmica, com ênfase para o aparelho pessoal do General Correia da Silva;
- imagens sacras em terracota e chumbo;
- moedas de prata, portuguesas e espanholas;
- milhares de balas de chumbo em jarras de barro.